# Kebab koobideh
El kebab koobideh (en persa: کباب کوبیده‎), también conocido como kūbide (en persa: کوبیده‎) es un kebab de carne picada iraní hecho a partir de carne de cordero o carne de res, y menos comúnmente de carne de pollo, a menudo mezclado con perejil y cebolla picada.

## Etimología
El plato de kebab, siguiendo la tradición, fue inventado por soldados medievales que usaron sus espadas para asar carne en los fuegos de campo abierto. Koobideh o koubideh se refiere al estilo en que se prepara la carne, originalmente se colocaba carne sobre una piedra plana (precisamente una piedra negra plana) y se golpeaba con un mazo de madera. Se cocina en un "seekh" (سیخ), en persa, brocheta.

## Preparación
El cordero o la carne (exactamente 20% de grasa, 80% de carne) se pica dos veces para obtener una consistencia más fina. Se añade sal, ajo en polvo, pimienta negra, apio en polvo, zumaque, cebolla muy finamente rallada (el jugo extra se exprime y se guarda para más tarde) y se agrega una yema de huevo por cada libra de carne. Todos los ingredientes se mezclan, se cubren y se dejan marinar en el refrigerador durante al menos cuatro horas o toda la noche.
El kebab koobideh se asa a la parrilla en brochetas, tradicionalmente con carbón caliente, y se sirve con Polo (arroz pilaf iraní con aceite, sal y azafrán), acompañado de tomates y cebollas a la parrilla. El zumaque se sirve generalmente como una especia decorativa de la mesa.
El pollo kebab koobideh se elabora con cebolletas, cebollas verdes, perejil, sal y pimienta, sin cúrcuma ni zumaque. Se sirve sobre Baghali Polo (arroz pilaf de eneldo y habas).

## Galería
|                                     |
| Plato de Kebab Koobideh en Isfahana |

|                                  |
| Kebab Koobideh, al estilo Bonabi |

|                                            |
| Kebab Koobideh crudo (no cocinado todavía) |

|                                                                    |
| Kabab Koobideh y tomate asándose sobre la parrilla de una barbacoa |

|                                                                   |
| Koobideh en una barbacoa, con las verduras que suelen acompañarlo |